# الخطيب ابن مرزوق
الخطيب ابن مرزوق (710هـ/ 781 هـ، هو محمد بن أحمد بن مرزوق التلمساني، كنيته أبو عبد الله، يلقب يعرف بـ «شمس الدين» و بـ «الرئيس»، ولد في تلمسان سنة عشر وسبعمائة، ونشأ فيها، ارتحل مع أبيه إلى المشرق سنة ثمان عشر وسبعمائة هجرية، ومر ببجاية فسمع بها على أبي علي ناصر الدين، ودخل المشرق ثم رجع إلى القاهرة وأقام بها وقرأ على برهان الدين السفاقسى المالكى وأخيه، وبرع في الطلب والرواية وكان يجيد الخطين، ثم رجع سنة ثلاث وثلاثين وسبعمائة إلى المغرب، وكان السلطان أبا الحسن المريني شيد مسجد العباد بتلمسان، وكان عمه ابن مرزوق خطيبا به، فلما مات عمه ولاه السلطان خطابة ذلك المسجد مكان عمه، وسمعه يخطب على المنبر ويشيد بذكره والثناء عليه فحلا بعينه واختصه وقربه وهو مع ذلك يلازم مجلس الشيخين ابني الإمام ويأخذ نفسه بلقاء الفضلاء والأكابر والأخذ عنهم والسلطان كل يوم يزيد ترقيه،
لحق بتونس سنة أربع وستين وسبعمائة هجرية، ونزل على السلطان أبى إسحاق فولوه الخطابة بجامع الموحدين بتونس، وأقام بها إلى أن مات السلطان أبو إسحاق سنة سبعين وسبعمائة هجرية، فانتقل إلى الإسكندرية ثم رحل إلى القاهرة، وحظي بمكانة عند السلطان الأشرف فكان يحضر يومئذ مجلسه وولاه الوظائف العلمية، ولم يزل مقيما بالقاهرة موقر الرتبة معروف الفضيلة مرشحا لقضاء المالكية ملازما للتدريس في وظائفه إلى أن مات سنة إحدى وثمانين وسبعمائة هجرية.

## اسمه
اسمه محمد بن أحمد بن محمد بن محمد ابن أبي بكر ابن مرزوق. ووالده أبو العباس أحمد بن محمد بن محمد بن أبي بكر ابن مرزوق المولود سنة 681 هـ المتوفى بمكة سنة: 741 هـ، وجده من جهة أبيه هو: محمد بن محمد بن مرزوق ولد بتلمسان سنة 629 هـ، وتوفي فبها سنة 681 هـ، واشتهر بالعلم والفقه والصلاح، وجده الأول هو: أبو بكر بن مرزوق 520 هـ/ 594 هـ وأصله من القيروان انتقل إلى مدينة العُبّاد بولاية تلمسان واستقر بها، واشتهر هو وذريته بالعلم والصلاح والمكانة، ويطلق ابن مرزوق على ذريته المنتسبين إليه، واشتهر من نسله عدد من الأعلام كلهم تسموا بـ «ابن مرزوق»، وكان منهم: الخطيب ابن مرزوق، مؤلف كتاب: «المسند الصحيح الحسن»، وهو شيخ لسان الدين ابن الخطيب، إلا أنه كان أكثر اشتهارا بـ لقب: «الخطيب» و«الرئيس»، فيقال له: «الخطيب ابن مرزوق»، وهو جد الفقيه ابن مرزوق الحفيد، ويقال له: ابن مرزوق كما ذكرة السخاوي في الضوء اللامع، ومما يؤكد ذلك أن في أكثر من موضع في كتب فقه المالكية فيصرحون بقولهم: «قال ابن مرزوق»، أو «وهو قول ابن مرزوق» ونحو ذلك، وقولهم: «ابن مرزوق» عند الإطلاق يراد به الحفيد، والحفيد هذا هو والد ابن مرزوق الكفيف.

## رحلاته وتاريخه
ارتحل الخطيب ابن مرزوق مع أبيه أبي العباس أحمد بن محمد بن محمد بن أبي بكر ابن مرزوق إلى المشرق سنة ثمان عشر وسبعمائة هجرية، ومر بمدينة بجاية فسمع بها على أبي علي ناصر الدين المشدالي، ودخل المشرق مع أبيه، وقد استقر والده في بلاد الحرمين حتى مات بمكة المكرمة سنة: 741 هـ، ورجع هو إلى القاهرة وأقام بها وقرأ على برهان الدين السفاقسى المالكى وأخيه، وبرع في الطلب والرواية وكان يجيد الخطين، ثم رجع سنة ثلاث وثلاثين وسبعمائة إلى المغرب، وكان السلطان أبا الحسن المريني شيد مسجد العباد بمدينة العباد بتلمسان، وكان عمه ابن مرزوق خطيبا به، فلما مات عمه ولاه السلطان أبو الحسن المريني خطابة ذلك المسجد مكان عمه، وسمعه السلطان يخطب على المنبر ويشيد بذكره والثناء عليه فحلا بعينه واختصه وقربه منه، وحظي بمكانة لدى السلطان، وهو مع ذلك يلازم مجلس الشيخين ابني الإمام ويأخذ نفسه بلقاء الفضلاء والأكابر والأخذ عنهم والسلطان كل يوم يزيد ترقيه،
شارك الخطيب ابن مرزوق في موقعة طريف التي كان فيها تمحيص المسلمين، وفي 7 جمادى الأولى سنة 741 هـ أرسله السلطان أبو الحسن على رأس سفارة إلى ملك قشتالة لإبرام معاهدة الصلح وفداء أبي عمر تاشفين بن أبي الحسن، وعند عودته من تلك السفارة مع شخصيات قشتالة متجها إلى تونس، ولقيهم خبر واقعة القيروان بقسنطينة من بلاد إفريقية، وانطلق ابن مرزوق عائدا إلى المغرب مع جماعة من الأعيان والعمال والسفراء عن الملوك فانتقل الخطيب ابن مرزوق من مدينة قسنطينة صحبة زوجة أبي الحسن إلى فاس، التي انصرف عنها بعد ذلك إلى مقر أسلافه بتلمسان، فوفد على السلطان أبى عنان مع أمة -زوجة أبى الحسن-، ثم طلب ابن مرزوق اللحاق بتلمسان فانتقل إليها وأقام بمدينة العباد مكان سلفه وعلى تلمسان يومئذ أبو سعيد عثمان بن عبد الرحمن، فكلفه بمهمة إبرام اتفاقية مع السلطانة أبي الحسن الذي كان يحاول استرجاع تلمسان، لكن أخاه أبا ثابت لم يوافق على ذلك، فاعتقل الخطيب ابن مرزوق ونفي إلى الأندلس في سنة 752 هـ، وفي غرناطة استقبله السلطان النصري وتلميذه الوزير لسان الدين ابن الخطيب لسابقة صداقة حصلت بينهما في مجلس أبي الحسن المريني بمدينة سبتة إثر وقعة طريف، فولي الخطيب ابن مرزوق: الخطبة بجامع الحمراء، وقام بالتدريس في المدرسة البلاطية سنة 753 هـ،
وفي سنة 754 هـ حتى استدعاه السلطان أبو عنان، ونظمه في مجلسه العلمي، وقد بعثه إلى تونس سنة 758 هـ ليخطب إحدى بنات السلطان أبي يحيى الحفصي، لكنه فشل في مهمته، إذ اتهم بفاس أنه كان وراء ذلك فسجن، ولم يطلق سراحه إلا قبيل مصرع أبي عنان في 28 ذي الحجة 759 هـ،
وبعد وفاة السلطان أبي عنان، ساند الخطيب ابن مرزوق صديقه العائد من المنفى أبا سالم المريني بن أبي الحسن بشتى الوسائل، ولما ملك السلطان أبو سالم السلطة في 15 شعبان سنة 760 هـ أصبح ابن مرزوق أكبر شخصية في البلاط فولاه مناصب عليا في الدولة، وبعد مقتل السلطان آخر سنة اثنتين وستين وسبعمائة، وحبس ابن مرزوق وأغرى به، ثم أطلق بعد أن رام كثير من أهل الدولة قتله، لحق بتونس سنة أربع وستين وسبعمائة هجرية، ونزل على السلطان أبى إسحاق وصاحب دولته المستبد عليه أبى محمد بن تافراكين، فأكرموا نزله وولوه الخطابة بجامع الموحدين بتونس، وأقام بها إلى أن مات السلطان أبو إسحاق سنة سبعين وسبعمائة هجرية، وولى ابنه خالد، وبعد استيلاء السلطان أبي العباس على تونس سنة اثنتين وسبعين وسبعمائة عزل ابن مرزوق عن الخطبة بتونس، فانتقل إلى الإسكندرية ثم رحل إلى القاهرة، وحظي بمكانة عند السلطان الأشرف فكان يحضر يومئذ مجلسه وولاه الوظائف العلمية، ولم يزل مقيما بالقاهرة موقر الرتبة معروف الفضيلة مرشحا لقضاء المالكية ملازما للتدريس في وظائفه إلى أن مات سنة إحدى وثمانين وسبعمائة هجرية.

## مؤلفاته
من مؤلفاته:
- إزالة الحاجب عن فروع ابن الحاجب
- شرح على العمدة في الحديث، في خمسة أسفار
- جنى الجنتين في شرف الليلتين
- كتاب أسانيد البخاري
- برح الخفا في شرح الشفا في السيرة النبوية
- المراشد
- المسند الصحيح الحسن في ذكر مآثر مولانا أبو الحسن.